# Distancia de dibujado
En los gráficos 3D por computadora, la distancia de dibujado es la distancia máxima visible de los objetos que están ubicados en el mundo tridimensional por medio de un motor de videojuego determinado. Todo modelo tridimensional que se encuentre más allá del límite establecido no se dibujará en pantalla.

## Requisitos
La distancia de dibujado requiere nitidez, ya que si un procesador renderizara objetos a una distancia infinita provocaría la ralentización de la aplicación a una velocidad inaceptable. Cuanto más sea la distancia, en consecuencia necesitará mayor potencia de cálculo y mayor capacidad para procesar múltiples objetos al mismo tiempo; la calidad gráfica y el realismo de la escena aumentarán a medida que se dibujen los objetos en la distancia, pero el rendimiento general (los cuadros por segundo) disminuirá. Muchos juegos y aplicaciones permiten a los usuarios configurar manualmente la distancia de dibujado para equilibrar apariencia y rendimiento.

## Efectos
Los videojuegos más antiguos poseían una distancia de dibujado mucho más corta, siendo más notable en escenarios abiertos. En muchos casos, una vez que los objetos distantes estaban a la vista cuando se acercaba la cámara, se producía un fenómeno conocido como pop-up graphics (literalmente, "gráficos emergentes"). Aún en la actualidad, este fenómeno sigue afectando especialmente a videojuegos de mundo abierto como las sagas de Grand Theft Auto, Assassin's Creed, Second Life, entre otros.

## Métodos de depuración
Un método muy común en los videojuegos para disfrazar una corta distancia de dibujado es ocultar la distancia de los escenarios bajo un efecto de niebla. Se han desarrollado métodos alternativos para eludir el problema por completo mediante la manipulación del nivel de detalle. Black & White fue uno de los primeros videojuegos en el que se utilizó un nivel de detalle adaptable para disminuir la cantidad de polígonos en los objetos a medida que se alejaban de la cámara, lo que le permitió tener una gran distancia de dibujado al tiempo que mantiene el detalle en visualizaciones de primer plano.
The Legend of Zelda: The Wind Waker utiliza una variante en cuanto al nivel de detalle. El total de escenarios está dividido en 49 casillas. Cada plaza tiene una isla dentro de ella; Las distancias entre la isla y los límites de la plaza son considerables. Todo lo que se encuentra dentro de un cuadrado se carga cuando se ingresa, incluidos todos los modelos utilizados en vistas de primer plano y animaciones. Utilizando el elemento del telescopio, se puede ver cuán detallados son incluso las áreas lejanas. Sin embargo, las texturas no se muestran; se desvanecen a medida que uno se acerca a la isla de la plaza. Las islas fuera de la plaza actual son menos detalladas; sin embargo, estos modelos de islas lejanas no degeneran más que eso, a pesar de que algunas de estas islas se pueden ver desde cualquier parte del mundo. En áreas interiores y exteriores, no hay niebla de distancia; sin embargo, hay algunas áreas donde la niebla se usa como un efecto atmosférico.
Los credores de Halo 3 comentaron que el juego posee una distancia de dibujado con más de 14 millas; es un ejemplo de las grandes mejores en la distancia de dibujado con las consolas más recientes. Además, se dice que Crysis tiene una distancia de dibujado de hasta 16 kilómetros, mientras que Cube 2: Sauerbraten tiene una distancia de dibujado potencialmente ilimitada, posiblemente debido al enorme tamaño del mapa. Grand Theft Auto V fue elogiado, entre otras cosas, por su distancia de dibujado aparentemente infinita a pesar de tener un mapa grande y detallado.